# 金城哲夫
金城 哲夫（きんじょう てつお、1938年〈昭和13年〉7月5日 - 1976年〈昭和51年〉2月26日）は、日本の脚本家。沖縄県島尻郡南風原町出身。第一期ウルトラシリーズを企画し、文芸部長としてシリーズの基礎を作り上げた一人である。

## 来歴
1938年に東京で生まれたが、中学までを沖縄で過ごした。中学卒業後の1955年、那覇高校の受験に失敗、上京して玉川学園高等部、玉川大学文学部教育学科卒業。高校時代は金星の研究をするSFクラブ「日金友好協会」を結成したり、友人たちと結成した「沖縄慰問隊」でアメリカ統治時代の沖縄を訪問するなど、リーダーシップを少年時代から発揮していた。玉川時代に、入試の面接官であった上原輝男から民俗学を学び、研究するようになる。大学の専任講師である上原輝男の影響を受け、脚本に興味を持ち始める。上京した際に上原より教え子の一人だった円谷皐を介して円谷英二を紹介されて、彼の自宅である円谷特技研究所に出入りしながら東宝特撮映画で健筆を振るっていた関沢新一から脚本家としての指導を受ける。関沢の薫陶による「ポジティブな娯楽（エンターテインメント）志向」は以後の金城の作風の根幹をなした。1962年、TBSのテレビドラマ『絆』でデビュー。同年、一度帰郷し長編映画『吉屋チルー物語』を自主制作。
1963年4月に設立された円谷特技プロダクションへ参画、企画文芸室長として『ウルトラQ』『ウルトラマン』『快獣ブースカ』『ウルトラセブン』など、黎明期の円谷プロが製作した特撮テレビ映画の企画立案と脚本を手掛ける。『ウルトラQ』『ウルトラマン』の相次ぐ高視聴率により怪獣ブームを巻き起こし順風満帆かと思われたが、大人向けの特撮を目指した1968年製作の『マイティジャック』は、平均視聴率が8.3%と低迷したために1クールで打ち切りとなってしまう。挽回を図った『怪奇大作戦』は、平均視聴率22%と健闘したものの、番組の提供スポンサーが「ウルトラマンに比べて低い」という判断を下したために、予定の2クールで終了。番組の受注が途絶えた円谷プロは経営状態の悪化に伴い、大幅なリストラを敢行し始める。その煽りで文芸部も廃され、以前のような発言力を失った金城は今後はシナリオライターではなくフリーのプロデューサーへ専念するように迫られたことで、1969年に円谷プロを退社した。
その後は沖縄県に帰郷し、琉球放送のラジオ番組「モーニング・パトロール」のパーソナリティー、沖縄芝居の脚本・演出、沖縄海洋博の構成・演出などで活躍した。だが、海洋博の不振やラジオでの発言が地元住民からの不評を買い、酒に溺れる精神的に不安定な日々を過ごしていた。
1976年2月23日、泥酔した状態で自宅の離れ2階の書斎へ窓から直接入ろうとして足を滑らせ、転落。直ちに病院に搬送されたが、3日後の2月26日に脳挫傷のため死去。37歳没。

## 評価
自身の脚本執筆だけでなく、『ウルトラQ』では企画・文芸・制作プロデューサーとして活動し、各方面のシナリオライターへのプロットの発注や改訂作業を行い、監督と脚本のローテーションを組むなど「脚本監修」「シリーズ構成」の役割を担い、『ウルトラQ』・『ウルトラマン』・『ウルトラセブン』の高い完成度に貢献した、初期円谷プロ最大の功労者の一人。オーソドックスながら骨太で力強いドラマ作りを行い、殊に映像化を念頭に置いた躍動感あふれるト書きについては高野宏一や中野稔といった特撮スタッフの多くが「非常に刺激になった」、「映像化への意欲を大いにそそられた」と口を揃えて証言している。また円谷プロ時代の同僚ライターであった上原正三は「金城が物語の本流を決めてくれていたからこそ、自分や実相寺昭雄が安心して変化球を投げることができた」と述懐している。
『ウルトラセブン』に登場するキングジョーの名前は、金城もしくは自身の実父のあだ名が元ネタである。ウルトラシリーズには、キングジョー以外にも、チブル星人（沖縄方言で「頭」を意味する）やジラース（沖縄方言で「次郎叔父さん」を意味する）など、沖縄県を想起させるキャラクターが登場する。このため、金城の創作は、神ともされるまれびとが背景になっている、と指摘されることもある。
『ウルトラマン』の伝説怪獣ウーの雪んこに扱われている差別と迫害は沖縄出身の金城の沖縄と本土人との関係が指摘されているほか、侵略を受けた被征服民の悲哀をモチーフとした「ノンマルトの使者」などの作品から、アメリカ統治下時代の沖縄県で育った作者のアイデンティティーと考察する評論やスタッフからの評価も見られる。しかし一方で上原正三は沖縄戦の体験がない上原に比べ、実際に体験した金城は母親が足を切断するなどの苦難に見舞われていたのにもかかわらず、戦争について語ることはなかったと述べ、「傷が深ければ深いほどそんなに簡単に出すわけがない」とも語っている。また満田かずほも「彼から沖縄や米軍の問題などは聞いたことがない」と語っており、上原をはじめとした円谷プロ時代の金城を知るスタッフの幾人かからは円谷プロ時代の金城に関する沖縄出身云々といった考察については否定的な見解が示されている。
円谷プロ退職後の1971年に書かたテレビドラマ最後の脚本作品『帰ってきたウルトラマン』第11話「毒ガス怪獣出現」では、旧日本軍の毒ガス兵器を飲み込んだ怪獣が現れる。同じ年、米軍の毒ガス移送で揺れていた沖縄を重ね合わせたとされている。この脚本について、漫画家・小林よしのりは自身の漫画『沖縄論』の中で、「本エピソードは、明らかに他の『帰マン』の話に比べて浮いていた。金城氏の怒りが伝わってくるようだった」と述べている。
円谷プロは現在も金城の貢献を高く評価しており、2016年には「ウルトラシリーズ」放送開始50年を記念して、テレビ向けの企画・脚本を公募する「円谷プロダクションクリエイティブアワード 金城哲夫賞」を創設した。本賞は未来のクリエイターの発掘・育成を目的としている。
『ウルトラマンマックス』第22話「胡蝶の夢」では、造形家の女が怪獣の名前をカイトに尋ねられた際、名前からの発想を「天才・金城哲夫的」と評するセリフがある。

## 人物・エピソード
師にあたる関沢新一は、金城を熱血漢であったと評している。一時は関沢の自宅近所に住んでいたこともあった。金城が沖縄へ帰郷した後も交流はあり、金城は仕事に行き詰まると酔って関沢に電話をかけていたという。円谷一が死去した際には金城も葬儀に訪れており、関沢とも再会していた。関沢は、金城から沖縄を訪れるよう求められ、来訪を約束していたが、金城の存命中に果たされることはなかった。
円谷プロダクションの満田かずほは、金城が帰郷した理由について「ゆっくり小説を書くため」であったと金城の父が語っていたことを証言している。

## 主な作品

### 脚本

#### テレビドラマ
- 純愛シリーズ「絆」（1962年、TBS）
- 近鉄金曜劇場「こんなに愛して」（1964年、TBS）
- 月曜日の男「ペン先の鎮魂曲（レクイエム）」（1964年、TBS）
- いまに見ておれ（1964年、TBS）
- 泣いてたまるか「翼あれば」（1967年、TBS）
- ウルトラQ（1966年）
- ウルトラマン（1966年 - 1967年）[2]
- 快獣ブースカ（1966年 - 1967年）
- ウルトラセブン（1967年 - 1968年）
- マイティジャック、戦え! マイティジャック（1968年）
- 怪奇大作戦（1968年）
- 帰ってきたウルトラマン「毒ガス怪獣出現」（1971年）

#### ラジオドラマ
- 江戸上り異聞〜里之子抹殺（1975年）[注釈 5]

### 未使用脚本・シノプシス
- WOO
  - 宇宙人来訪す
  - 富士五湖騒動（原案、脚本）
  - 魔線（原案）
- UNBALANCE
  - 女王蜂の恐怖
  - 魔の一夜
  - 宇宙新婚旅行
- ウルトラQ
  - ゴロー対スペースモンスター
  - 火星のバラ
  - ガラダマの谷
- ウルトラセブン
  - 人間泥棒
- 怪奇大作戦
  - フランケン1968
  - 海王奇談
- ゴジラ・レッドムーン・エラブス・ハーフン 怪獣番外地（映画）
  - 東宝と円谷プロダクションの提携による劇場作品で「東宝チャンピオンまつり」の併映作品として企画。脚本は金城と満田の共作で、監督に東条昭平、特技監督には佐川和夫がそれぞれ起用される予定だった。

### 監督、脚本、制作
- 吉屋チルー物語（1962年）[注釈 6]

### 小説
- 怪獣絵物語ウルトラマン（1967年、ノーベル書房、『怪獣大全集』第3巻）
  - 『小説 ウルトラマン』として2002年にちくま文庫に収録

### 作詞
- 恐怖の町（1968年）
- 暗闇のバラード（1968年）

※『怪奇大作戦』主題歌・挿入歌

### 沖縄芝居
- 佐敷の暴れん坊（1970年、脚本・演出）
- 一人豊見城（1971年、脚本・演出）
- 泊気質ハーリー異聞（1972年、脚本・演出）
- 風雲！琉球処分前夜（1972年、脚本・演出）
- 虎!北へ走る（1974年、脚本・演出）
- 王女（うみないび）の恋（1975年、脚本）

## 幻の一本の企画書「超人X（仮）」
「怪奇大作戦 パーフェクトコレクション」の封入のブックレットに記載されたものから。金城が円谷プロダクションから退社する前、最後に書き残した企画書が「超人X（仮）」であった。非円谷プロ作品である『巨人の星』と円谷プロ作品である『ウルトラセブン』と『怪奇大作戦』の3作品をミックスした、より高度な線を狙ったものだったが没になった。

## 出演
- ウルトラQ（1966年、TBS / 円谷プロ）※3・10・17・23話にカメオ出演
- 快獣ブースカ（1966年 - 1967年、日本テレビ / 円谷プロ）※6話にカメオ出演
- ウルトラマン（1966年 - 1967年、TBS / 円谷プロ）※18話にカメオ出演
- ウルトラセブン（1967年 - 1968年、TBS / 円谷プロ）※11・25話にカメオ出演[3]
- 戦え! マイティジャック（1968年、CX / 円谷プロ）※12話にカメオ出演
- 怪奇大作戦（1968年 - 1969年、TBS / 円谷プロ）※15話にカメオ出演
- モーニング・パトロール（RBC琉球放送ラジオ）
- 琉舞カラー招待席（1971年6月10日、琉球放送）
- 週刊・ウイークエンドパートナー（1974年、琉球放送ラジオ）※レギュラーパーソナリティー
- 走れ!ケー100（1974年、TBS / C.A.L）※第50話「おじいちゃんの軽便鉄道」[注釈 7] 医師役（沖縄ロケ）
- ペアで勝負!（RBC琉球放送テレビ）※司会[注釈 6]
- 民謡紅白歌合戦（1975年12月28日、RBC琉球放送テレビ）※司会[注釈 6]
- 11PM（よみうりテレビ制作分）※沖縄発の企画で登場。この仕事の関係で藤本義一と親交があり[注釈 8]、『知ってるつもり?!』で金城を扱った回[注釈 9]に藤本が出演した
- ウルトラQ ザ・ムービー 星の伝説（1990年 / 円谷映像）※写真出演。一ノ谷研究所の肖像として

## 演じた俳優・声優
テレビドラマ
- 山口良一 - 『ウルトラマンをつくった男たち 星の林に月の舟（役名は宮城哲夫）』（1989年、TBS / 円谷プロ）
- 佐野史郎 - 『私が愛したウルトラセブン』（1993年、NHK総合 / 円谷プロ）
- 沖田浩之 - 『ウルトラマンティガ（第49話ゲスト）』（1997年、MBS / 円谷プロ）
- 満島真之介 - 『ふたりのウルトラマン』（2022年、NHK-BSプレミアム）

テレビ番組
- 小倉久寛 - 『円谷英二 〜 大空を愛したウルトラマン 〜 』（1994年、TUF / 円谷プロ）
- 当銘由亮（成人時代）、城間大輔（青年時代） - 『歴史秘話ヒストリア』（2010年、NHK総合）

ラジオ
- ささきいさお（声） - 『ウルトラQ倶楽部』（2・6）（2003年、TBSラジオ / 円谷プロ）

舞台
- 齊藤尊史 - 『光の国から僕らのために―金城哲夫伝―』（2016年、劇団民藝）[17]